# Еминген-Липтинген
Еминген-Липтинген (на немски: Emmingen-Liptingen) е община с 4 788 жители (на 31 декември 2021) в Баден-Вюртемберг, Германия. Намира се в окръг Фрайбург, район Тутлинген.
Липтинген е споменат през 761 г. като Любдахинга (Liubdahinga). Еминген е споменат за пръв път в документи през 820 г. като Еминга (Emminga).
На 1 януари 1975 г. двете общини Еминген и Липтинген са сляти и на 1 септември 1976 г. двойната община се нарича Еминген-Липтинген.